# Indiens de Malaisie
Les Indiens de Malaisie (malais : Orang India Malaysia) sont un groupe ethnique de Malaisie et de Singapour.

## Histoire
Les Indiens de Malaisie sont issus de longues et fortes vagues de migration entre le sous-continent indien et la péninsule malaise, qui ont eu lieu entre le XIXe siècle et le XXe siècle. Elles se sont ajoutées à une présence indienne dans le monde malais bien antérieure et plus réduite, essentiellement composée de marins et de marchands. 
Grandement portées par l'expansion de l'empire colonial britannique dans la région (Établissements des détroits, puis Malaisie britannique), les migrations indiennes ont été à la fois le fruit du Kangani, système de recrutement similaire à l'engagisme, et d'immigration volontaire. Elles ont servi à assurer un vivier de main d'œuvre dans les plantations, mais ont aussi trouvé des débouchés dans les forces de l'ordre coloniales (cipayes). Elles ont également été composées d'une importante cohorte de marchands, d'entrepreneurs, de prêteurs, de fonctionnaires ...   